# Schüpfheim
Schüpfheim är en ort och kommun i distriktet Entlebuch i kantonen Luzern, Schweiz. Kommunen har 4 251 invånare (2023).